# Asienspiele 2010/Tischtennis
Bei den Asienspielen 2010 in der chinesischen Metropole Guangzhou wurden sieben Wettbewerbe, fünf Einzel- und zwei Teamwettbewerbe, im Tischtennis ausgetragen.
Die Wettbewerbe fanden vom 13. bis zum 20. November im Guangzhou Gymnasium statt.

## Teilnehmende Nationen
Insgesamt nahmen 172 Spieler aus 29 Nationen an den Wettbewerben teil.
| - Volksrepublik China (10) - Chinesisch Taipeh (10) - Hongkong (10) - Indien (10) - Japan (10) - Katar (10) - Nepal (10) - Nordkorea (10) - Singapur (10) - Südkorea (10) | - Laos (9) - Vietnam (8) - Mongolei (5) - Tadschikistan (5) - Thailand (5) - Macau (4) - Malaysia (4) - Saudi-Arabien (4) - Usbekistan (4) - Iran (3) | - Malediven (3) - Palästina (3) - Syrien (3) - Kuwait (2) - Libanon (2) - Osttimor (2) - Sri Lanka (2) - Turkmenistan (2) - Vereinigte Arabische Emirate (2) |

## Medaillengewinner
| Disziplin        | Gold                                                                | Silber                                                                    | Bronze                                                                      |
| ---------------- | ------------------------------------------------------------------- | ------------------------------------------------------------------------- | --------------------------------------------------------------------------- |
| Herreneinzel     | Ma Long                                                             | Wang Hao                                                                  | Jun Mizutani                                                                |
| Herreneinzel     | Ma Long                                                             | Wang Hao                                                                  | Joo Se-hyuk                                                                 |
| Dameneinzel      | Li Xiaoxia                                                          | Guo Yue                                                                   | Ai Fukuhara                                                                 |
| Dameneinzel      | Li Xiaoxia                                                          | Guo Yue                                                                   | Kim Kyung-ah                                                                |
| Herrendoppel     | Wang Hao Zhang Jike                                                 | Ma Lin Xu Xin                                                             | Kōki Niwa Kenta Matsudaira                                                  |
| Herrendoppel     | Wang Hao Zhang Jike                                                 | Ma Lin Xu Xin                                                             | Kim Min-seok Jung Young-sik                                                 |
| Damendoppel      | Guo Yue Li Xiaoxia                                                  | Ding Ning Liu Shiwen                                                      | Ai Fukuhara Kasumi Ishikawa                                                 |
| Damendoppel      | Guo Yue Li Xiaoxia                                                  | Ding Ning Liu Shiwen                                                      | Misako Wakamiya Hiroko Fujii                                                |
| Mixed            | Xu Xin Guo Yan                                                      | Cheung Yuk Jiang Huajun                                                   | Kenta Matsudaira Kasumi Ishikawa                                            |
| Mixed            | Xu Xin Guo Yan                                                      | Cheung Yuk Jiang Huajun                                                   | Seiya Kishikawa Ai Fukuhara                                                 |
| Herrenmannschaft | Volksrepublik China Ma Lin Ma Long Wang Hao Xu Xin Zhang Jike       | Südkorea Kim Min-seok Lee Jung-woo Oh Sang-eun Jung Young-sik Joo Se-hyuk | Nordkorea Jang Song-man Kim Chol-jin Kim Hyok-bong Kim Nam-chol Ri Chol-guk |
| Herrenmannschaft | Volksrepublik China Ma Lin Ma Long Wang Hao Xu Xin Zhang Jike       | Südkorea Kim Min-seok Lee Jung-woo Oh Sang-eun Jung Young-sik Joo Se-hyuk | Japan Seiya Kishikawa Kenta Matsudaira Jun Mizutani Kōki Niwa Kaii Yoshida  |
| Damenmannschaft  | Volksrepublik China Ding Ning Guo Yan Guo Yue Li Xiaoxia Liu Shiwen | Singapur Feng Tianwei Li Jia Wei Sun Beibei Wang Yuegu Yu Mengyu          | Südkorea Kim Kyung-ah Moon Hyun-jung Park Mi-young Seok Ha-jung Yang Ha-eun |
| Damenmannschaft  | Volksrepublik China Ding Ning Guo Yan Guo Yue Li Xiaoxia Liu Shiwen | Singapur Feng Tianwei Li Jia Wei Sun Beibei Wang Yuegu Yu Mengyu          | Nordkorea Han Hye-song Hyon Ryon-hui Kim Hye-song Kim Jong Sin Hye-song     |

## Medaillenspiegel
| Rang  | Land                | Gold | Silber | Bronze | Gesamt |
| ----- | ------------------- | ---- | ------ | ------ | ------ |
| 1     | Volksrepublik China | 7    | 4      | 0      | 11     |
| 2     | Südkorea            | 0    | 1      | 4      | 5      |
| 3     | Hongkong            | 0    | 1      | 0      | 1      |
| 3     | Singapur            | 0    | 1      | 0      | 1      |
| 5     | Japan               | 0    | 0      | 8      | 8      |
| 6     | Nordkorea           | 0    | 0      | 2      | 2      |
| Total | Total               | 7    | 7      | 14     | 28     |